# Robbie Weiss
Robbie Weiss (* 1. Dezember 1966 in Chicago, Illinois) ist ein ehemaliger US-amerikanischer Tennisspieler.

## Karriere
Weiss trat 1983 erstmals bei den Juniorenmeisterschaften der French Open an und erreichte dort im Einzel das Achtelfinale. Im Jahr darauf konnte er dort bis ins Viertelfinale vorstoßen und an der Seite von Ricky Brown das Juniorenturnier von Wimbledon gewinnen; sie besiegten im Endspiel Mark Kratzmann und Jonas Svensson knapp in drei Sätzen.
Weiss studierte von 1985 bis 1988 an der Pepperdine University, für die er 1988 den ersten National-Collegiate-Athletic-Association-Einzeltitel in ihrer Geschichte erringen konnte. Er wurde zweimal in die Bestenauswahl All-American gewählt.
1988 wurde er Tennisprofi. Im darauf folgenden Jahr gewann er in Salou seinen einzigen Doppeltitel auf der ATP Challenger Tour. 1990 feierte er seinen einzigen Titel auf der ATP World Tour, als er Jaime Yzaga im Endspiel von São Paulo besiegte. Bis 1995 gewann er zudem drei Einzeltitel auf der ATP Challenger Tour. Seine höchsten Notierungen in der Tennis-Weltrangliste erreichte er 1990 mit Position 85 im Einzel sowie 1989 mit Position 271 im Doppel.
Sein bestes Abschneiden bei einem Grand-Slam-Turnier im Einzel erzielte er bei den Australian Open und den US Open, als er dort jeweils die zweite Runde erreichte. Im Doppel konnte er sich nie für ein Hauptfeld qualifizieren.

## Turniersieg
| Legende                       |
| Grand Slam                    |
| Tennis Masters Cup            |
| ATP Masters Series            |
| ATP International Series Gold |
| ATP International Series (1)  |

### Einzel
| Nr. | Datum | Turnier   | Belag   | Finalgegner | Ergebnis      |
| --- | ----- | --------- | ------- | ----------- | ------------- |
| 1   | 1990  | São Paulo | Teppich | Jaime Yzaga | 3:6, 7:6, 6:3 |